# Rampur
Rampur è una suddivisione dell'India, classificata come municipal board, di 281 549 abitanti, capoluogo del distretto di Rampur, nello stato federato dell'Uttar Pradesh. In base al numero di abitanti la città rientra nella classe I (da 100 000 persone in su).

## Geografia fisica
La città è situata a 28° 49' 0 N e 79° 1' 60 E e ha un'altitudine di 178 m s.l.m.

## Società

### Evoluzione demografica
Al censimento del 2001 la popolazione di Rampur assommava a 281 549 persone, delle quali 146 621 maschi e 134 928 femmine. I bambini di età inferiore o uguale ai sei anni assommavano a 39 017, dei quali 20 264 maschi e 18 753 femmine. Infine, coloro che erano in grado di saper almeno leggere e scrivere erano 137 757, dei quali 77 254 maschi e 60 503 femmine.